# Gandelu
Gandelu és un municipi francès situat al departament de l'Aisne i a la regió dels Alts de França. L'any 2007 tenia 675 habitants.

## Demografia

### Població
El 2007 la població de fet de Gandelu era de 675 persones. Hi havia 251 famílies de les quals 48 eren unipersonals (32 homes vivint sols i 16 dones vivint soles), 80 parelles sense fills, 107 parelles amb fills i 16 famílies monoparentals amb fills.
La població ha evolucionat segons el següent gràfic:
Habitants censats

### Habitatges
El 2007 hi havia 293 habitatges, 251 eren l'habitatge principal de la família, 24 eren segones residències i 18 estaven desocupats. 284 eren cases i 8 eren apartaments. Dels 251 habitatges principals, 228 estaven ocupats pels seus propietaris, 19 estaven llogats i ocupats pels llogaters i 4 estaven cedits a títol gratuït; 10 tenien dues cambres, 24 en tenien tres, 66 en tenien quatre i 151 en tenien cinc o més. 175 habitatges disposaven pel capbaix d'una plaça de pàrquing. A 104 habitatges hi havia un automòbil i a 128 n'hi havia dos o més.

### Piràmide de població
La piràmide de població per edats i sexe el 2009 era:
| Homes | Edats   | Dones |
| ----- | ------- | ----- |
| 0     | 95 o +  | 0     |
| 0     | 90 a 94 | 8     |
| 0     | 85 a 89 | 4     |
| 0     | 80 a 84 | 8     |
| 4     | 75 a 79 | 4     |
| 4     | 70 a 74 | 0     |
| 20    | 65 a 69 | 24    |
| 12    | 60 a 64 | 16    |
| 24    | 55 a 59 | 8     |
| 24    | 50 a 54 | 24    |
| 12    | 45 a 49 | 32    |
| 28    | 40 a 44 | 16    |
| 16    | 35 a 39 | 20    |
| 44    | 30 a 34 | 28    |
| 28    | 25 a 29 | 20    |
| 4     | 20 a 24 | 8     |
| 12    | 15 a 19 | 16    |
| 32    | 10 a 14 | 12    |
| 48    | 5 a 9   | 20    |
| 12    | 0 a 4   | 20    |

## Economia
El 2007 la població en edat de treballar era de 455 persones, 351 eren actives i 104 eren inactives. De les 351 persones actives 313 estaven ocupades (178 homes i 135 dones) i 38 estaven aturades (17 homes i 21 dones). De les 104 persones inactives 39 estaven jubilades, 35 estaven estudiant i 30 estaven classificades com a «altres inactius».

### Ingressos
El 2009 a Gandelu hi havia 255 unitats fiscals que integraven 701,5 persones, la mediana anual d'ingressos fiscals per persona era de 18.602 €.

### Activitats econòmiques
Dels 16 establiments que hi havia el 2007, 1 era d'una empresa extractiva, 1 d'una empresa alimentària, 2 d'empreses de fabricació d'altres productes industrials, 4 d'empreses de construcció, 1 d'una empresa de comerç i reparació d'automòbils, 4 d'empreses de transport, 1 d'una empresa immobiliària, 1 d'una empresa de serveis i 1 d'una entitat de l'administració pública.
Dels 7 establiments de servei als particulars que hi havia el 2009, 1 era una oficina de correu, 2 tallers de reparació d'automòbils i de material agrícola, 1 establiment de lloguer de cotxes i 3 paletes.
L'únic establiment comercial que hi havia el 2009 era una fleca.
L'any 2000 a Gandelu hi havia 3 explotacions agrícoles que ocupaven un total de 591 hectàrees.

## Equipaments sanitaris i escolars
El 2009 hi havia una escola elemental integrada dins d'un grup escolar amb les comunes properes formant una escola dispersa.

## Poblacions més properes
El següent diagrama mostra les poblacions més properes.